# Сибуси (залив)
Сибуси (яп. 志布志湾、しぶしわん сибуси-ван), также Ариаке (яп. 有明湾 ариакэ-ван) — полузакрытый залив Тихого океана в Японии на юге острове Кюсю, в префектуре Кагосима. Вдаётся с востока в полуостров Осуми и ограничен мысами Хидзаки (Хиносаки) и Тои-мисаки.
Площадь залива составляет 200 км², ширина устья — 73 км. Длина береговой линии составляет около 17 км.
Побережье залива покрыто дюнами. В Сибуси впадают реки Кимоцуки, Хисида, Анраку и Фукусима. На юго-западное побережье залива выходит нагорье Кимоцуки (яп. 肝属山地). В южной части Сибуси в залив вдаётся бухта Утиноура (内之浦湾, также Уцуноура). Рядом находится Космический центр Утиноура. На северо-востоке залива расположен порт Сибуси.
В 5 километрах от побережья залива расположен необитаемый остров Биро площадью 0,043 км², поросший субтропическими растениями, такими как ливистона, фикус и махил. В 1985 году около Касивабара был насыпан искусственный остров, на котором расположено нефтехранилище. Остров имеет квадратную форму, его размер составляет 1,5х1,5 км (192 га).